# Нехрахалил
Нехрахали́л (азерб. Nehrəxəlil) — село в Агдашском районе Азербайджана.

## Этимология
Название села происходит от арабского слова «нехр» (река, канал) и фамилии рода Халилли, основавшего село.

## История
Село Негрехалиль в 1913 году согласно административно-территориальному делению Елизаветпольской губернии относилось к Лякскому сельскому обществу Арешского уезда.
В 1926 году согласно административно-территориальному делению Азербайджанской ССР село относилось к дайре Ляки Геокчайского уезда.
После реформы административного деления и упразднения уездов в 1929 году был образован Джардамский сельсовет в Агдашском районе Азербайджанской ССР.
Согласно административному делению 1961 село Нехрахалил входило в Джардамский сельсовет Агдашского района Азербайджанской ССР. В 1977 году село Нехрахалил уже имело свой сельский совет.
В 1999 году в Азербайджане была проведена административная реформа и был учрежден Нехрахалилский муниципалитет Агдашского района. В 2014 году Нехрахалилский муниципалитет упразднен, село вошло в состав Джардам-Котанархского муниципалитета.

## География
Нехрахалил расположен на берегу реки Турианчай.
Село находится в 4 км от центра муниципалитета Котанарх, в 8 км от райцентра Агдаш и в 242 км от Баку.
Нехрахалил находится на высоте 20 метров от уровня моря.

## Население
| Численность населения | Численность населения | Численность населения | Численность населения |
| 1886                  | 1979                  | 1982                  | 2009                  |
| --------------------- | --------------------- | --------------------- | --------------------- |
| 247                   | ↗640                  | ↘620                  | ↗1340                 |

В 1980-х годах население преимущественно занималось хлопководством.

## Климат
| Показатель                                             | Янв. | Фев. | Март | Апр. | Май  | Июнь | Июль | Авг. | Сен. | Окт. | Нояб. | Дек. | Год  |
| ------------------------------------------------------ | ---- | ---- | ---- | ---- | ---- | ---- | ---- | ---- | ---- | ---- | ----- | ---- | ---- |
| Средний суточный максимум, °C                          | 7,0  | 8,3  | 12,5 | 20,5 | 25,5 | 29,9 | 33,5 | 32,4 | 28,1 | 21,1 | 14,3  | 9,1  | 20,1 |
| Средняя температура, °C                                | 3    | 4,1  | 8    | 14,7 | 19,6 | 24   | 27,2 | 26,2 | 22,3 | 16   | 10,1  | 5,1  | 15   |
| Средний суточный минимум, °C                           | −1   | 0,2  | 3,6  | 8,9  | 13,7 | 18,1 | 21   | 20   | 16,5 | 11,0 | 6,0   | 1,2  | 9,9  |
| Норма осадков, мм                                      | 23   | 28   | 32   | 41   | 55   | 42   | 21   | 24   | 25   | 53   | 32    | 26   | 402  |
| Источник: https://en.climate-data.org/location/955003/ |      |      |      |      |      |      |      |      |      |      |       |      |      |

Среднегодовая температура воздуха в селе составляет +15 °C. В селе семиаридный климат.

## Инфраструктура
В советское время близ села располагались молочно-товарная ферма, полевой стан, в селе находились восьмилетняя школа и библиотека.
В селе расположена средняя школа имени А. Сафарова.
С 2018 года в село проведен водопровод, построена автодорога «Нехрахалил-Котанарх-Джардам-Тофики-Шамсабад».